# ワトスンの推理法修業
ワトスンの推理法修業（ワトスンのすいりほうしゅぎょう、原題：How Watson Learned the Trick）は、アーサー・コナン・ドイルが、1920年に書いた掌編小説。元々はイギリス国王ジョージ5世の王妃メアリーに捧げる目的で書かれた。1924年に、E・V・ルーカスが編集し1500部のみ刷られた『王妃の人形の家の書斎の本』に収録された。ワトスンがホームズの行動を推理する筋書きの、ドイル本人によるセルフパロディ作品で、シャーロック・ホームズシリーズの外典とされる。

## あらすじ
朝食の席で、ワトスンはホームズをずっと「観察」している。ワトスンは「ホームズの推理なんて上っ面だけの技術で簡単に会得できる」と息巻き、彼の行動について推理を始める。ホームズが髭を剃り忘れたのは考え事があったから。バーロウという名の依頼人を抱えていて手紙を受け取った。新聞の金融欄を眺めていたのは投機に入れあげているから。朝食時にドレッシング・ガウンではなく上着を着ているのは大事な客がやってくるから･･････
ワトスンの推理を聞いたホームズは、1つ1つ種明かしをしていく。剃刀を研ぎに出しており髭が剃れなかった。朝早い歯医者の予約を取ったため上着を着込んでいて、歯医者のバーロウからその確認の手紙を受け取った。金融欄の隣にはクリケットの記事があって、ホームズの関心はそちらだった。この種明かしでワトスンの推理が全く的外れだったと分かり、ホームズは「君もいつか推理力を身につけられるだろう」と親友をなだめるのだった。

## 背景・位置づけ
1920年、当時の英国王ジョージ5世王妃メアリー・オブ・テックへ、英国国民からドールハウスを贈る計画が持ち上がった。ドイルは、この『メアリー王妃のドールハウス』の書斎に収めるために、作品を書き上げたのである。作品はその後、いわゆる豆本の形式でドールハウスに収められた。
作品の執筆は『最後の挨拶』（1917年）と『マザリンの宝石』（1921年）の間にあたる。
その後、1924年に、E・V・ルーカス編『王妃の人形の家の書斎の本』に収録されている。
この作品ではワトスンが多分に茶化されていることから、翔泳社・創元推理文庫両版で翻訳を担当した北原尚彦は、「やはりドイルはホームズ物を書くのはあまり好きではなかったようだ」とコメントしている。
あまりにも短い話であるために、なかなか決定的な日本語訳が出版されずにいたが、1999年に翔泳社から発売された『ドイル傑作選』、2004年に創元推理文庫から刊行された『まだらの紐 ドイル傑作集 1』に収録され、現在では比較的容易に入手が可能となった。

## 書誌情報
訳本
- アーサー・コナン・ドイル「ワトスンの推理法修業」『小説新潮 ミステリー大全集 昭和の名作名探偵』7月臨時増刊1990、新潮社、1990年7月、全国書誌番号:922000481、NCID BA62875122。[5]
  - 訳題『ワトスンの推理法修業』、訳者：深町眞理子
- 北原尚彦・西崎憲 編『ドイル傑作選Ⅰミステリー篇』翔泳社、1999年12月5日。ISBN 9784881357385。 NCID BA4540366X。OCLC 675697763。全国書誌番号:20020619。[6]
  - 訳題『ワトスンの推理法修業』、訳者：北原尚彦
- 北原尚彦・西崎憲 編『まだらの紐』創元推理文庫〈ドイル傑作集 1〉、2004年7月23日。ISBN 4-488-10110-0。 NCID BA81974019。OCLC 674684106。全国書誌番号:20644195。[7]
  - 訳題『ワトスンの推理法修業』、訳者：北原尚彦、翔泳社版を再刊[8]
- アーサー・コナン・ドイル「ワトスンの推理法修業」『小説新潮』2014年5月号、新潮社、2014年4月22日、JAN 4910047010541、ASIN B00JDPMG3M。[9][10]
  - 訳題『ワトスンの推理法修業』、訳者：日暮雅通